# (129137) Гипполох
(129137) Гипполох (лат. Hippolochos) — троянский астероид Юпитера, двигающийся в точке Лагранжа L5, в 60° позади планеты. Астероид был открыт 13 января 2005 года швейцарским астрономом Мишелем Ори в обсерватории Юра и назван в честь одного из участников Троянской войны.

Орбита астероида Гипполох и его положение в Солнечной системе